# Hasta la vista (песня Руслана Алехно)

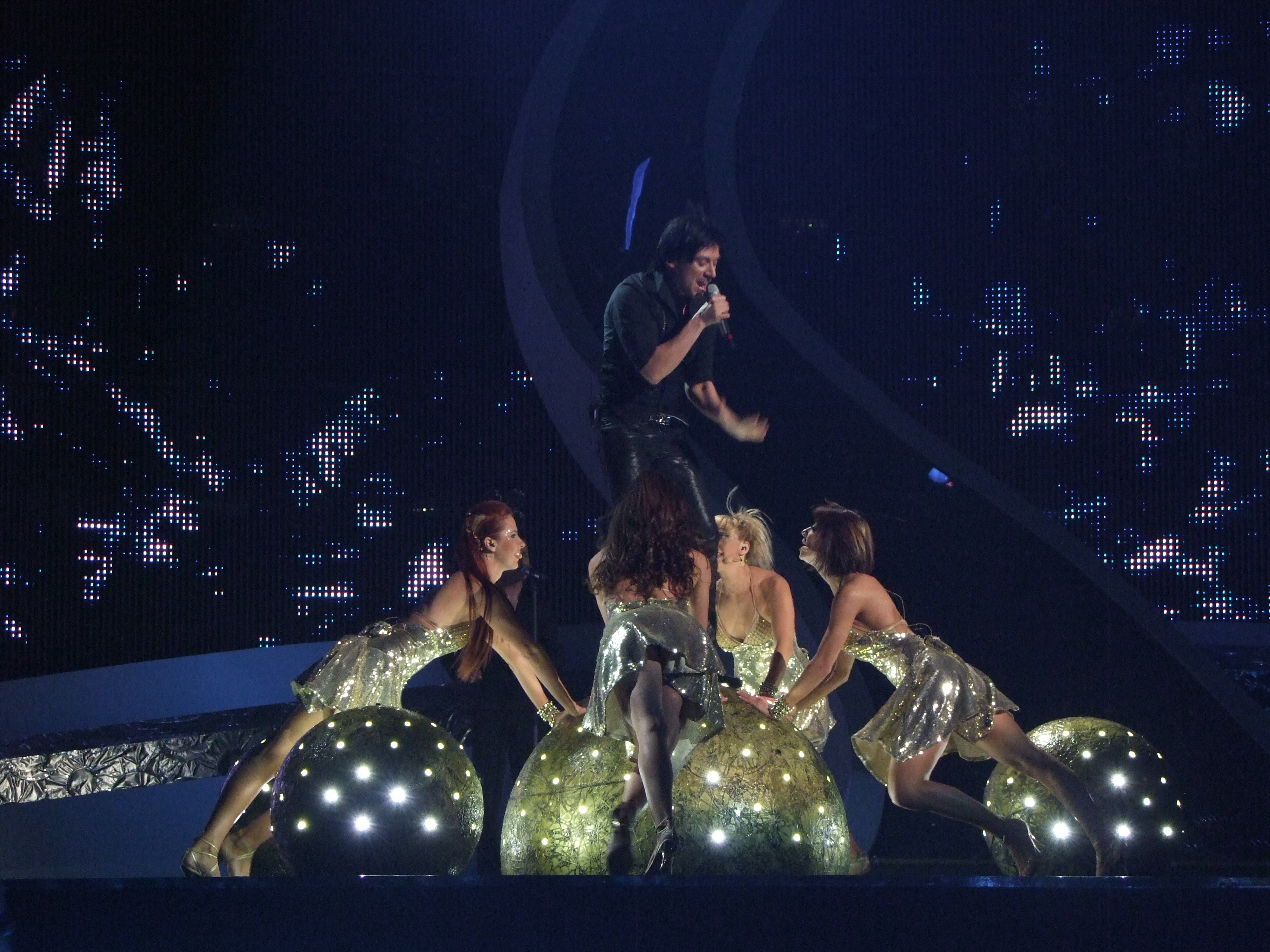
Выступление Руслана Алехно во втором полуфинале международного конкурса песен «Евровидение 2008». Белград, Сербия, 22 мая 2008

«Hasta la vista» (с исп. — «До встречи») — песня, с которой 22 мая 2008 года Руслан Алехно представил Белоруссию на международном конкурсе песен «Евровидение 2008». Авторы песни — Элеонора Мельник и Тарас Демчук. После выступления в отборочном национальном туре в ней был изменены саунд и аранжировка. Песня заняла 17-е место с 27 баллами во втором полуфинале конкурса и не вышла в финал.
Песня существует в двух вариантах: английском и русском. Позже песня вошла в одноименный альбом исполнителя.
Клип на песню был снят на Украине режиссёром Семёном Горовым с сюжетной линией в виде вечеринки в стиле венецианского карнавала.